# Antonín Procházka (Maler)

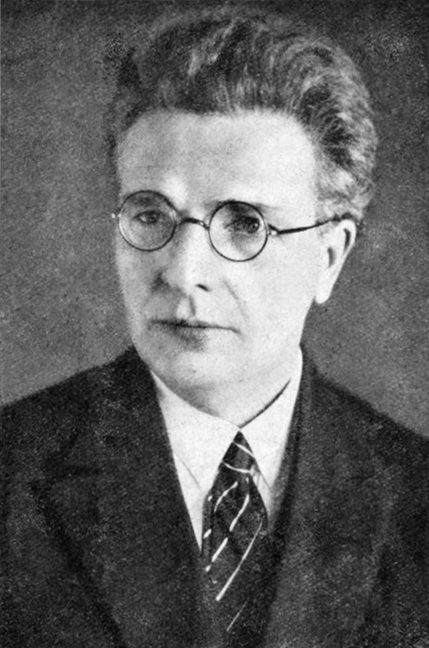
Antonín Procházka (1932)

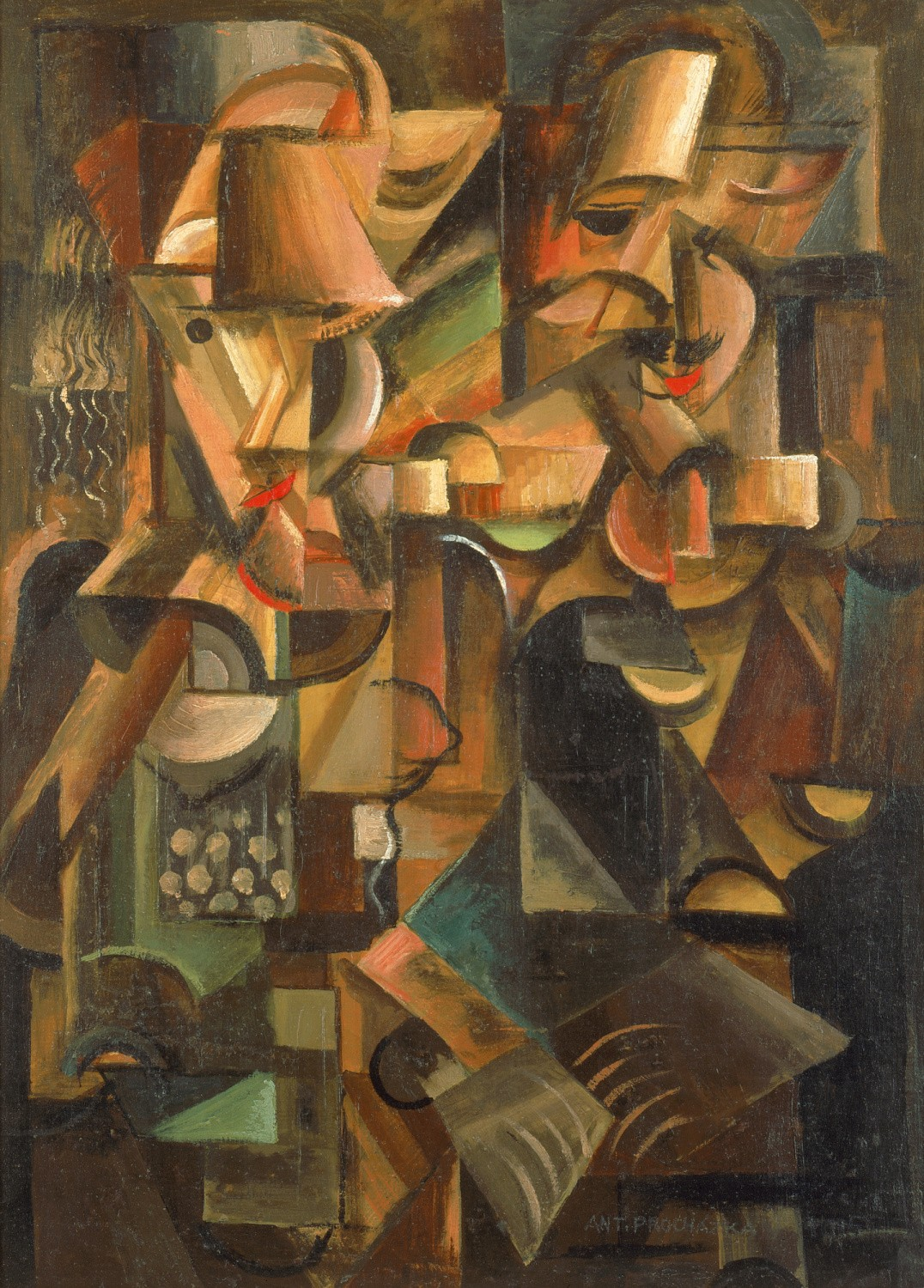
Muž a žena (1915)

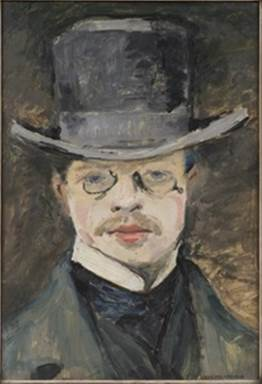
Selbstbildnis (1907)

Antonín Procházka (geboren 5. Juni 1882 in Vážany u Vyškova, Österreich-Ungarn; gestorben  9. Juni 1945 in Brno) war ein tschechischer Maler und Grafiker der Moderne.

## Leben
Procházka besuchte das Gymnasium in Kroměříž und studierte von 1902 bis 1904 an der Kunstgewerbeschule bei Emanuel Dítě und im Anschluss bis 1906 Prager Kunstakademie bei Vlaho Bukovac, Hanuš Schwaiger und Max Švabinský. Es folgte eine Reise, die ihn über Berlin, Holland, Paris und Südfrankreich nach Italien führte. Er schloss sich 1907 in der von Emil Filla initiierte Gruppe „Osma“ („Die Acht“) zusammen mit Bohumil Kubišta, Emil Artur Pittermann, Otakar Kubín, Bedřich Feigl, Max Horb und Willi Nowak. Er engagierte sich wie diese für die neuen Kunstrichtungen des Kubismus und Fauvismus und wurde wie Filla, Kubin und Vincenc Beneš im Jahr 1913 von Herwarth Walden zum Ersten Deutschen Herbstsalon nach Berlin eingeladen, wo er ein kubistisches Stillleben zeigte, das auch im Katalog abgebildet wurde. Von 1910 bis 1921 arbeitete er als Zeichenlehrer in Ostrau. 1911 hatte er Linka Scheithauerová (1884–1960) geheiratet. Er übernahm von 1921 bis 1924 eine Stelle in Neustadtl in Mähren und wurde 1924 Gymnasiallehrer in Brünn und widmete sich der Malerei. Dort hat er 1938 ein Monumentalwerk „Prométheus přináší lidstvu oheň“ für die Masaryk-Universität erstellt. Während der deutschen Besetzung der Tschechoslowakei hat er Illustrationen zu einer Balladensammlung von Karel Jaromír Erben veröffentlichen können.
Von 1909 bis 1911 und dann wieder von 1923 bis 1929 war er Mitglied der nach Josef Mánes benannten, 1887 gegründeten tschechischen Künstlervereinigung Spolek výtvarných umělců Mánes (SVU Mánes). 1946 wurde er postum in der Tschechoslowakei zum „Künstler des Volkes“ ernannt.
In Brünn ist die Straße Antonína Procházky nach ihm benannt.